# Los Angeles : Division homicide
Los Angeles : Division homicide (Robbery Homicide Division ou RHD) est une série télévisée américaine de 13 épisodes de 45 minutes, créée par Barry Schindel avec le producteur exécutif Michael Mann dont seulement 10 épisodes ont été diffusés entre le 27 septembre 2002 et le 7 décembre 2002 sur le réseau CBS.
En France, la série a été diffusée à partir du 21 avril 2004 sur TF6 avant d'être rediffusée sur des chaines de la TNT (sur TMC à partir du 8 février 2007 puis sur NRJ 12 à partir du 28 mars 2008) sous le titre Los Angeles Homicide.

## Synopsis
Au sein d'une brigade de Los Angeles spécialisée dans les crimes les plus odieux, l'Inspecteur Sam Cole et son équipe font preuve de discernement pour résoudre les affaires les plus complexes.

## Distribution

### Acteurs principaux
- Tom Sizemore (V. F. : Hervé Caradec) : Lieutenant Sam Cole
- David Cubitt (V. F. : Mathieu Buscatto) : Détéctive Richard Barstow
- Michael Paul Chan (V. F. : Michel Tureau) : Détéctive Ron Lu
- Klea Scott (V. F. : Catherine Hamilty) : Détéctive Sonia Robbins
- Barry Shabaka Henley (V. F. : Patrice Melennec) : Sergent Alfred Simms

### Acteurs secondaires
- Mario Van Peebles (V. F. : Bruno Dubernat) : Alton Davis

- Version française
Société de doublage : Studio Lincoln[2]
Direction artistique : Jean-Yves Brousselle[2]
Adaptation des dialogues : Sylvie Abou-Isaac[2]

Source V. F. : Doublage Séries Database

## Fiche technique
- Producteurs exécutifs : Michael Mann et Frank Spotnitz
- Productions :

## Épisodes
| N° | Titre Français          | Titre original                           | Scénario                                                         | Réalisateur         | Première diffusion |
| -- | ----------------------- | ---------------------------------------- | ---------------------------------------------------------------- | ------------------- | ------------------ |
| 1  | Le Prix d'une vie       | A Life of Its Own                        | Barry Schindel                                                   | Stephen Gyllenhaal  | 27 septembre 2002  |
| 2  | Dernier Appel           | Mini-Mall                                | Todd A. Kessler                                                  | Fred Keller         | 4 octobre 2002     |
| 3  | La Septième Victime     | 2028 (a.k.a. Internet Sex)               | Jan Oxenberg, Philippe Browning, Frank Spotnitz, Todd A. Kessler | D. J. Caruso        | 11 octobre 2002    |
| 4  | Conversation macabre    | Free and Clear                           | Vince Gilligan                                                   | D. J. Caruso        | 18 octobre 2002    |
| 5  | L'Enlèvement            | Alton Davis Redux                        | Carter Harris                                                    | Rod Hardy           | 25 octobre 2002    |
| 6  | Les dessous d'Hollywood | In/Famous                                | Frank Spotnitz, Jan Oxenberg                                     | Paul Michael Glaser | 1er novembre 2002  |
| 7  | La Cité des anges       | City of Strivers (a.k.a. Defense Lawyer) | Jan Oxenberg                                                     | Rod Hardy           | 8 novembre 2002    |
| 8  | Enquête à haut risque   | Wild Ride (a.k.a. Zero Disrespect)       | Todd A. Kessler                                                  | Nick Gomez          | 15 novembre 2002   |
| 9  | Trafic d'armes          | Life Is Dust                             | Todd A. Kessler, Sean Jablonski                                  | Mario Van Peebles   | 30 novembre 2002   |
| 10 | Même jour, même heure   | Had                                      | Todd A. Kessler, Gustave Reininger, Glenn Kessler                | Paul Michael Glaser | 7 décembre 2002    |
| 11 | Train d'enfer           | Hellbound Train                          | Jan Oxenberg                                                     | Ami Canaan Mann     |                    |
| 12 | Paroles d'hommes        | Vamonos, Chica                           | Todd A. Kessler, Glenn Kessler, Sean Whitesell                   | Bill Duke           |                    |
| 13 | Meurtre parfait         | Absolute Perfection                      | David O. Sosna                                                   | Paul Michael Glaser |                    |